# Вибій

Очисний комбайн у комплексно-механізованій лаві

Ви́бій, також забі́й — поверхня корисної копалини або породи, з якої безпосередньо здійснюється її виймання (руйнування) і яка переміщується при проходженні або виїмці корисної копалини.

## Загальний опис
В шахтах і рудниках розрізняють очисні вибої і прохідницькі (підготовчі) вибої, вибої горизонтальні, вертикальні та похилі.
На відкритих розробках є вибої бічні (торцеві) і фронтальні.
Вибоєм іноді також називають привибійний простір — частину очисної або підготовчої виробки, де безпосередньо виконуються роботи з видобування корисної копалини або руйнування порід.
Торець бурової свердловини, поверхня якого в процесі проходки руйнується буровим інструментом, називається «вибій бурової свердловини». Інтервал стовбура свердловини навпроти продуктивного пласта, в якому забезпечується сполучення стовбура свердловини з пластом, називається «вибій видобувної свердловини».
Фронтальна поверхня корисної копалини в лаві, або торцева поверхня гірської породи у підготовчій виробці, шурфі тощо називається «груди вибою».
При розробці родовища підземним способом відстань, на котру переміщується вибій виробки за певний проміжок часу (зміна, доба, місяць і т. д.), називається «посування вибою». При розробці родовищ відкритим способом посуванням вибою називають показник інтенсивності розробки уступів. Характеризується напрямком та швидкістю посування вибою, що зумовлює, своєю чергою, швидкість посування фронту гірничих робіт.
Проведення виробок по пласту вугілля може здійснюватися вузьким та широким вибоєм. В першому випадку вугілля виймається лише в межах проектного контуру виробки, при проведенні ж широким ходом, виробка проводиться з розкіскою.